# Quemigny-Poisot
Quemigny-Poisot est une ancienne commune française située dans le département de la Côte-d'Or en région Bourgogne-Franche-Comté.
La commune fusionne le 1er janvier 2019 avec Clémencey pour former la nouvelle commune de Valforêt.

## Histoire
Le 1er janvier 2019, la commune fusionne avec Clémencey pour créer la commune nouvelle de Valforêt dont la création est actée par un arrêté préfectoral du 21 novembre 2018.

## Politique et administration
| Période                                  | Période      | Identité             | Étiquette | Qualité                                      |
| ---------------------------------------- | ------------ | -------------------- | --------- | -------------------------------------------- |
| avant 1988                               | 1989         | Robert Gellenoncourt |           |                                              |
| 1989                                     | ?            | Jean Troubat         |           |                                              |
| mars 2001                                | mars 2014    | Nicole Bichet        |           |                                              |
| mars 2014                                | 31 déc. 2018 | Christian Roussel    | SE        | Élu maire de la commune nouvelle de Valforêt |
| Les données manquantes sont à compléter. |              |                      |           |                                              |

## Démographie
L'évolution du nombre d'habitants est connue à travers les recensements de la population effectués dans la commune depuis 1793. Pour les communes de moins de 10 000 habitants, une enquête de recensement portant sur toute la population est réalisée tous les cinq ans, les populations de référence des années intermédiaires étant quant à elles estimées par interpolation ou extrapolation. Pour la commune, le premier recensement exhaustif entrant dans le cadre du nouveau dispositif a été réalisé en 2004.

En 2016, la commune comptait 205 habitants, en évolution de +4,06 % par rapport à 2010 (Côte-d'Or : +0,82 %, France hors Mayotte : +2,11 %).
| 1793 | 1800 | 1806 | 1821 | 1836 | 1841 | 1846 | 1851 | 1856 |
| ---- | ---- | ---- | ---- | ---- | ---- | ---- | ---- | ---- |
| 243  | 285  | 295  | 315  | 312  | 317  | 350  | 360  | 315  |

| 1861 | 1866 | 1872 | 1876 | 1881 | 1886 | 1891 | 1896 | 1901 |
| ---- | ---- | ---- | ---- | ---- | ---- | ---- | ---- | ---- |
| 289  | 283  | 268  | 252  | 244  | 225  | 187  | 167  | 150  |

| 1906 | 1911 | 1921 | 1926 | 1931 | 1936 | 1946 | 1954 | 1962 |
| ---- | ---- | ---- | ---- | ---- | ---- | ---- | ---- | ---- |
| 163  | 160  | 130  | 145  | 118  | 121  | 137  | 124  | 111  |

| 1968 | 1975 | 1982 | 1990 | 1999 | 2004 | 2006 | 2009 | 2014 |
| ---- | ---- | ---- | ---- | ---- | ---- | ---- | ---- | ---- |
| 99   | 90   | 126  | 167  | 187  | 200  | 210  | 198  | 198  |

| 2016 | - | - | - | - | - | - | - | - |
| ---- | - | - | - | - | - | - | - | - |
| 205  | - | - | - | - | - | - | - | - |

## Lieux et monuments
- L'église paroissiale de l'Exaltation de la Sainte-Croix.
- Le monument aux morts.

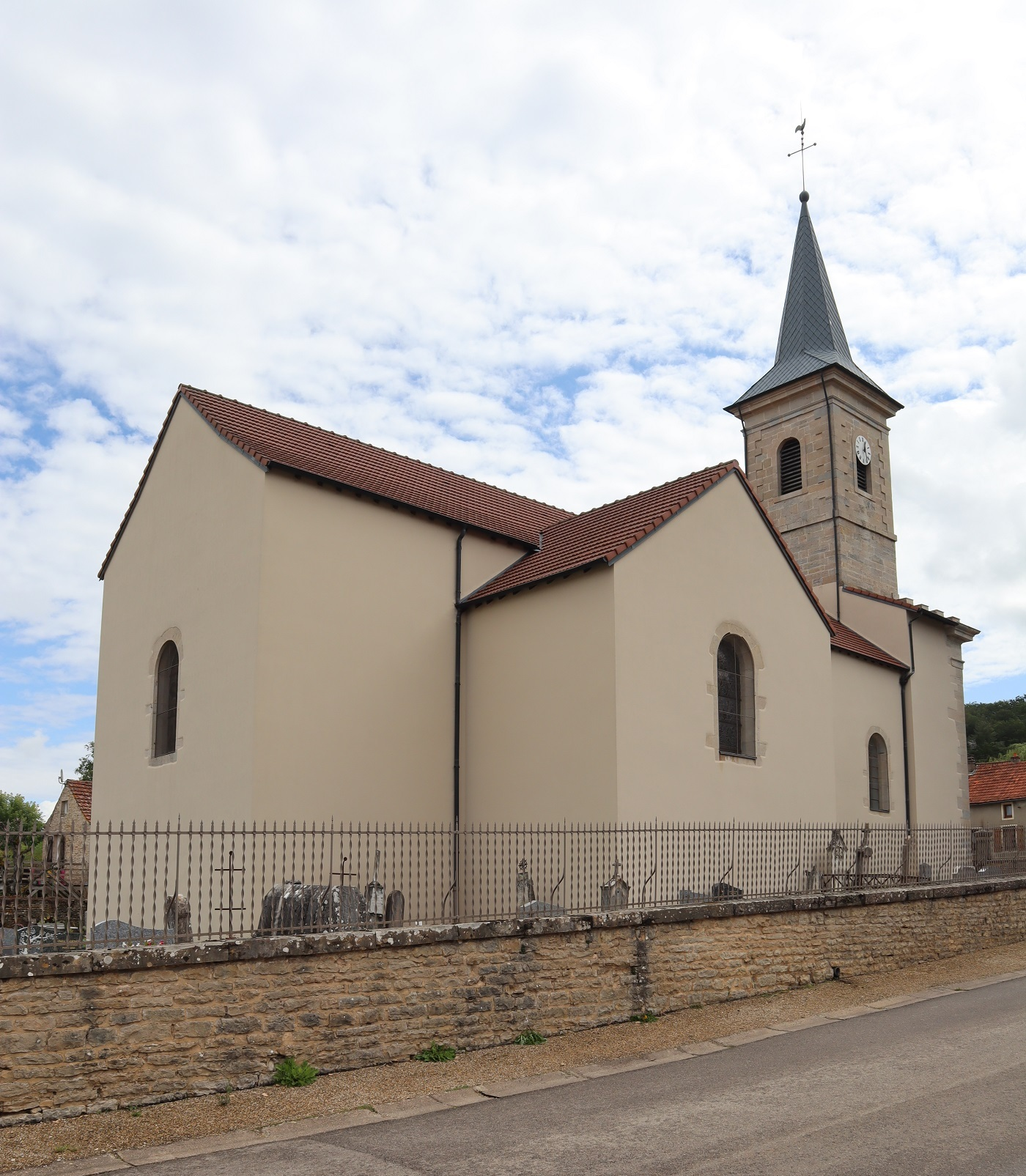
L'église paroissiale.
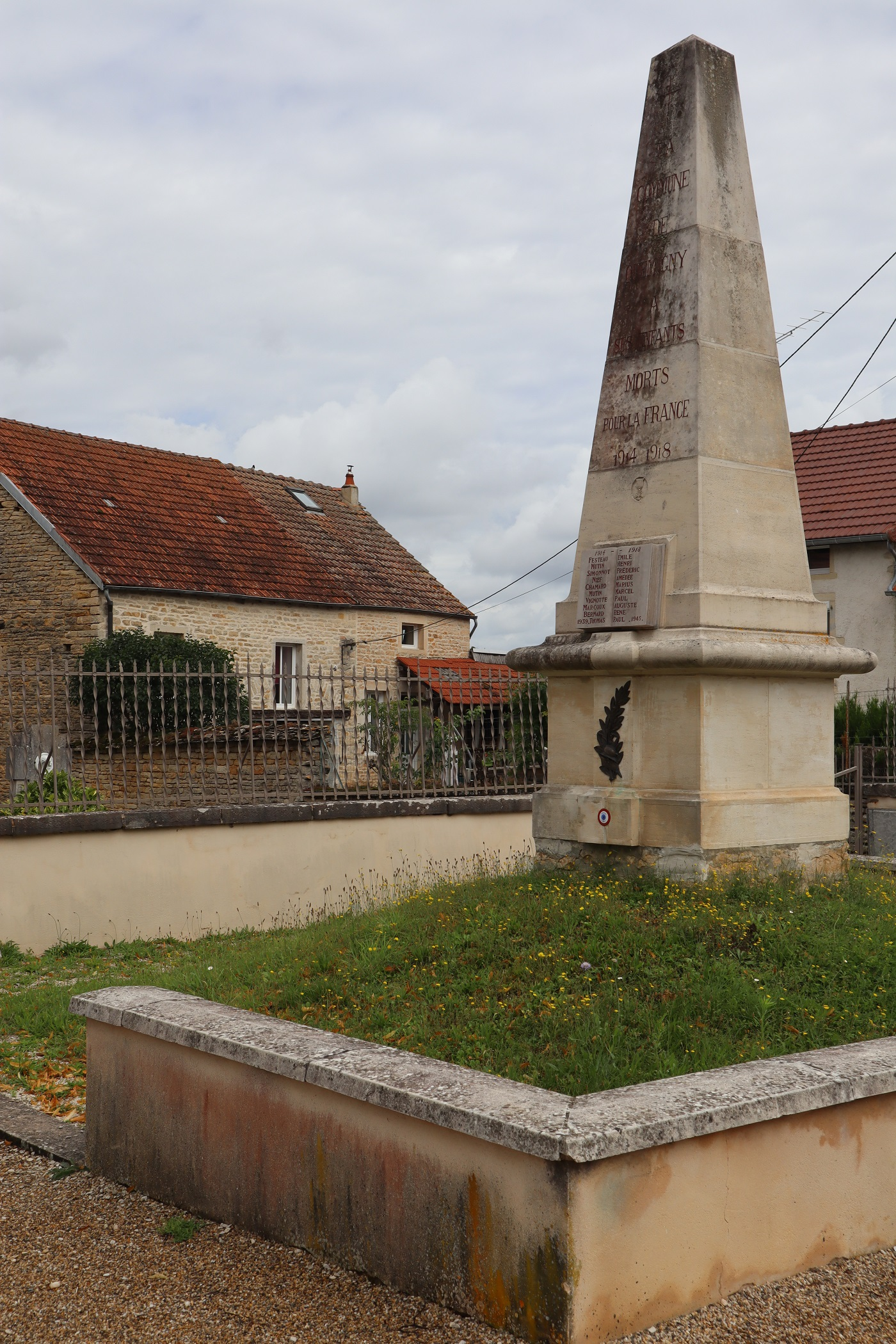
Le monument aux morts.

## Héraldique
| Blason de Quemigny-Poisot | Blason  | D'azur à la croix d'or cantonnée aux 1er et 4e d'une quintefeuille boutonnée et aux 2e et 3e d'un trèfle, le tout d'or. |
| Blason de Quemigny-Poisot | Détails | Le statut officiel du blason reste à déterminer.                                                                        |